# Cal Caballé (Sant Julià de Ramis)
El Mas Cavaller és una masia al terme municipal de Sant Julià de Ramis (Gironès) protegit com a bé cultural d'interès local. És una masia de planta baixa, pis i golfes amb teulat a una vessant pel davant, i pel darrere a nivell del primer pis. Actualment se li ha afegit una nova construcció a l'est, també de planta baixa, pis i golfes. A oest hi ha una pallissa d'arc rebaixat i badius rectes.
La casa està situada a solana i de cara a l'era i s'entra per una porta de llinda plana. Aquesta façana està arrebossada i mitjanament composta, seguint una simetria respecte a la porta, d'obertures de llinda plana. La part de les golfes se soluciona amb obertures d'arc de punt rodó. El central més gran és per a l'entrada de farratge. L'interior és per tres crugies perpendiculars a la façana, escala al fons de l'entrada i en U, que dona a la sala gran i a les cambres, situades als laterals.Historia de la Mare de déu del Collell, p 115: "…otro sucedió a los onse de setiemnre del año 1623 en casa de un tal cavaller de la parròquia de San Iulian de Ramas, donde estuvieron dentro de un poso por espasio de 3 horas…" (miracle on la verge els deslliura).